# Nhái cây đế
Nhái cây đế (danh pháp: Raorchestes gryllus) là một loài ếch trong họ Rhacophoridae. Chúng là loài động vật đặc hữu của Việt Nam.
Các môi trường sống tự nhiên của chúng là vùng cây bụi nhiệt đới hoặc cận nhiệt đới vùng đất cao. Loài này có khả năng bị đe dọa do mất môi trường sống.